# Jordan: The Comeback
Jordan: The Comeback è il quinto album del gruppo musicale britannico Prefab Sprout, pubblicato dall'etichetta Kitchenware nell'agosto del 1990.
Nonostante la durata di ben 64 minuti, il disco fu pubblicato come LP singolo con ciascuna delle facciate di oltre 30 minuti.
L'album è l'ultimo del gruppo prodotto da Thomas Dolby.

## Tracce
Testi e musiche di Paddy McAloon.
1. Looking for Atlantis – 4:03
2. Wild Horses – 3:44
3. Machine Gun Ibiza – 3:43
4. We Let the Stars Go – 3:39
5. Carnival 2000 – 3:23
6. Jordan: The Comeback – 4:13
7. Jesse James Symphony – 2:15
8. Jesse James Bolero – 4:10
9. Moondog – 4:12
10. All the World Loves Lovers – 3:50
11. All Boys Believe Anything – 1:34
12. The Ice Maiden – 3:19
13. Paris Smith – 2:55
14. Wedding March – 2:50
15. One of the Broken – 3:55
16. Michael – 3:02
17. Mercy – 1:23
18. Scarlet Nights – 4:17
19. Doo-Wop in Harlem – 3:44